# Schalmei

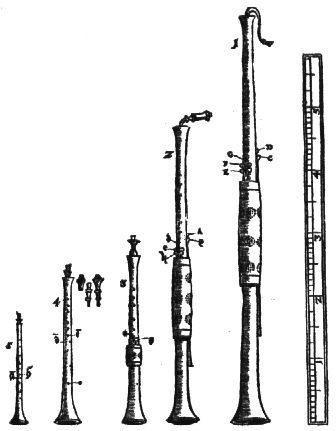
Schalmeiek Michael Praetorius Syntagma Musicum című művéből (1619)

A schalmei (görög κάλαμος, latin calamus, ófrancia chalemie = 'nád'; még shawm, ciaramella, kalamaia) a középkor és a reneszánsz dupla nádnyelves fúvós hangszere. Első ismert ábrázolása a 12. századi Szicíliából való, valószínűleg ezen az útvonalon jutott őse, az arab zurna (vagy zamr) Európába. Kezdetben csak a muszlim kultúrkörben széles körben elterjedt hangszer egy változata volt, később, a 15. század elejére már fejlett, népes hangszercsaláddá terebélyesedett. A mélyfekvésű schalmeieket a késő középkortól pommernek nevezték.
A schalmei fából készült, egyenes csövű, kúpos furatú hangszer hangtölcsérrel, hat elülső hanglyukkal és egy lyukkal a kisujjnak, hüvelyklyuk nélkül. A dupla nádnyelves fúvóka a kisebb hangszereken ajaktámasszal van ellátva, a hosszú basszushangszereknél a fúvóka hajlított cső végére illeszkedik ajaktámasz nélkül, a legalsó hanglyuk billentyűvel működik.
A schalmei egész Európában ismert, népszerű hangszer volt, legalább hat különféle hangolásban készült, harsány hangját a toronyzenében is használták, a kamarazenében a hangszercsalád tagjai konzortot alkottak. A barokk oboa a diszkant schalmeiből alakult ki 1650 körül.